# Clofibrate
Le clofibrate est une molécule hypolipémiante appartenant aux fibrates. 

## Historique
En 1954, le chercheur français Jean Cottet découvre que des ouvriers agricoles intoxiqués par le pesticide qu'ils répandent dans les champs ont un taux de cholestérol qui s'est effondré. Un de ses amis chimiste de l'Imperial Chemical Industries (Michael Oliver) synthétise un médicament dérivé de ce pesticide, le clofibrate. Le test de cette molécule sur des rats puis des patients confirme son effet hypolipémiant13. L'Organisation mondiale de la santé réalise un essai clinique sur 15 000 Européens pour évaluer l'effet du clofibrate sur la prévention de l'infarctus, mais cette étude est négative, l'essai devant même être arrêté prématurément, le groupe sous clofibrate ayant une prévalence plus élevée que le groupe sous placebo14.

## Mécanisme d'action
Il fait augmenter la synthèse de lipoprotéine lipase, entrainant de ce fait une diminution de la concentration de VLDL et LDL (lipoprotéine de basse densité).
De plus, il inhibe la synthèse d'acétyl-coenzyme A (donc baisse de la synthèse de TG) et la HMG-CoA réductase (et donc la synthèse de cholestérol).

## Contre-indication
L'association de statine et de clofibrate provoque une augmentation de la puissance de la statine de 10x. Cette augmentation de puissance conduit à une myopathie avec élévation des CK (créatine kinase) potentiellement dangereuse.